# La vida secreta de los árboles
La vida secreta de los árboles (en alemán, Das geheime Leben der Bäume) es un libro de no-ficción escrito por el silvicultor alemán Peter Wohlleben y publicado en 2015, en el cual explica todo lo que aprendió de los árboles y cómo se relacionan entre ellos tras veinte años siendo guarda forestal en un bosque de Renania, al oeste de Alemania. En 2017 alcanzó el millón de ventas, en varias lenguas y más de cuarenta países.

## Contenido
Tras sus años como guardabosques Wohlleben comprendió que los humanos poco conocemos acerca del funcionamiento y manutención de un bosque. Desilusionado con las prácticas de manejo forestal que debía aplicar (como insecticidas o tala de árboles maduros) decidió recoger sus experiencias con los árboles en este libro, que según él mismo, se aleja de un tono científico para explicar cómo los árboles se comunican mediante las raíces, se nutren mutuamente y se defienden frente a ataques ajenos, convirtiendo todo el bosque en un ecosistema vivo e interdependiente. También critica el sistema de plantaciones en masa, que produce árboles todos de la misma edad, equidistantes unos de otros, y que no permiten una regeneración saludable del hábitat.

## Adaptación cinematográfica
En 2016, publicó un documental de 45 minutos, Intelligent Trees, basado en el libro. Está dirigido por Julia Dordel y Guido Tölke, y producido por Jupiter Film. Al igual que el libro, este documental también es controvertido, especialmente porque muestra intervenciones de científicos con declaraciones de practicantes cercanos al libro La vida secreta de las plantas (1975).